# إيوان مكريغور
إيوان مكريغور (بالإنجليزية: Ewan McGregor)‏ ممثل اسكتلندي من مواليد 31 مارس 1971 في كريف باسكتلندا، تشمل الجوائز التي حصل عليها جائزة غولدن غلوب وجائزة إيمي برايم تايم. حاصل على جائزة ساتالايت 2001 لأفضل ممثل عن دوره في فيلم مولان روج، ظهر في العديد من الأفلام مثل: ملائكة وشياطين والرجال الذين يحدقون في الماعز.
في عام 2013، قُدِّم له وسام الإمبراطورية البريطانية برتبةِ ضابط (OBE) لخدماته في الدراما والأعمال الخيرية.
أثناء دراسة الدراما في مدرسة جيلدهول للموسيقى والدراما، بدأ مكريغور حياته المهنية بدور رائد في المسلسل البريطاني Lipstick on Your Collar (1993). اكتسب النجومية عندما لعب دور مدمن المخدرات مارك رينتون في فيلم Trainspotting (1996) وشخصية أوبي وان كينوبي في ثلاثية Star Wars prequel (1999-2005). تقدمت مسيرته بأدوار البطولة في المسرحية الموسيقية مولان روج! (أو الطاحونة الحمراء) (2001)، فيلم الحركة سقوط بلاك هوك (2001)، فيلم الخيال سمكة كبيرة (2003) (بالإنجليزية: Big Fish)‏، وفيلم الإثارة ملائكة وشياطين (2009). نال الثناء على أدائه في فيلم الإثارة الكاتب الشبح (2010) والكوميديا الرومانسية صيد السلمون في اليمن (2011).
ظهر مكريغور لأول مرة في الإخراج مع فيلم الجريمة American Pastoral (2016)، والذي لعب دور البطولة فيه أيضًا. لدوره المزدوج كأخوة راي وإميت ستوسي في الموسم الثالث من سلسلة المختارات فارجو (2017)، فاز بجائزة غولدن غلوب لأفضل ممثل - مسلسل قصير أو فيلم تلفزيوني. قام بصوت لوميير في فيلم الجميلة والوحش (2017)، ولعب الدور الرئيسي في كريستوفر روبن (2018)، ودان تورانس في دكتور سليب (2019)، والقناع الأسود في الطيور الجارحة (2020). أعاد تمثيل دوره ككينوبي في المسلسل القصير أوبي وان كينوبي لعام 2022، وفاز بجائزة Primetime Emmy Award لأفضل ممثل رئيسي في مسلسل أو فيلم محدود أو مختارات عن تصويره لمصمم الأزياء هالستون في المسلسل القصير هالستون (2021).
في 19 يناير 2018، تقدم مكريغور بطلب طلاق من زوجته إف مافراكيس، مشيرًا إلى وجود اختلافات غير قابلة للتسوية.

## روابط خارجية
- إيوان مكريغور على موقع IMDb (الإنجليزية)
- إيوان مكريغور على موقع روتن توميتوز (الإنجليزية)
- إيوان مكريغور على موقع مونزينجر (الألمانية)
- إيوان مكريغور على موقع قاعدة بيانات الأفلام العربية
- إيوان مكريغور على موقع ألو سيني (الفرنسية)
- إيوان مكريغور على موقع ميوزك برينز (الإنجليزية)
- إيوان مكريغور على موقع تيرنر كلاسيك موفيز (الإنجليزية)
- إيوان مكريغور على موقع أول موفي (الإنجليزية)
- إيوان مكريغور على موقع بوكس أوفيس موجو (الإنجليزية)
- إيوان مكريغور على موقع قاعدة بيانات برودواي على الإنترنت (الإنجليزية)